# Železniční trať Litovel předměstí – Mladeč
Železniční trať Litovel předměstí – Mladeč (v jízdním řádu pro cestující označená jako součást trati 307, dříve čísly 274 či 308) je jednokolejná neelektrizovaná regionální trať vedoucí z nádraží Litovel předměstí do Mladče. 

## Historie
Trať byla vybudována jako soukromá lokální dráha a provoz na ní byl zahájen 1. srpna 1914. Při její stavbě hrála podstatnou roli mladečská vápenka. Podnět ke stavbě dal už o rok dříve Rolnický akciový cukrovar v Litovli, který patřil mezi hlavní odběratele místního vápna. Po vybudování dráhy bylo možné vápno přepravovat i dále na Moravu a na Slovensko.
V roce 1931 byla dráha převedena do státní správy a sloužila především pro převoz nákladu. Osobní doprava byla na návrh Československých státních drah omezena a místo ní byla provozována doprava autobusová.

### Zastavení provozu
Od roku 1998 do roku 2006 byla trať bez pravidelné osobní dopravy.
V říjnu 2010 byl na trati zastaven provoz pravidelných osobních vlaků, oficiálně kvůli rekonstrukci Mladečských jeskyní. Od GVD 2011/2012 bylo ze strany Olomouckého kraje (objednatel dopravy) požádáno o obnovení pravidelného sezonního provozu.[zdroj?] V roce 2012 byl provoz obnoven. V roce 2021 se kvůli malému počtu cestujících uvažovalo o zakonzervování tratě, nebo dokonce i o zrušení.

## Navazující tratě

### Litovel předměstí
- Trať 307 Červenka – Litovel předměstí – Senice na Hané

## Stanice a zastávky

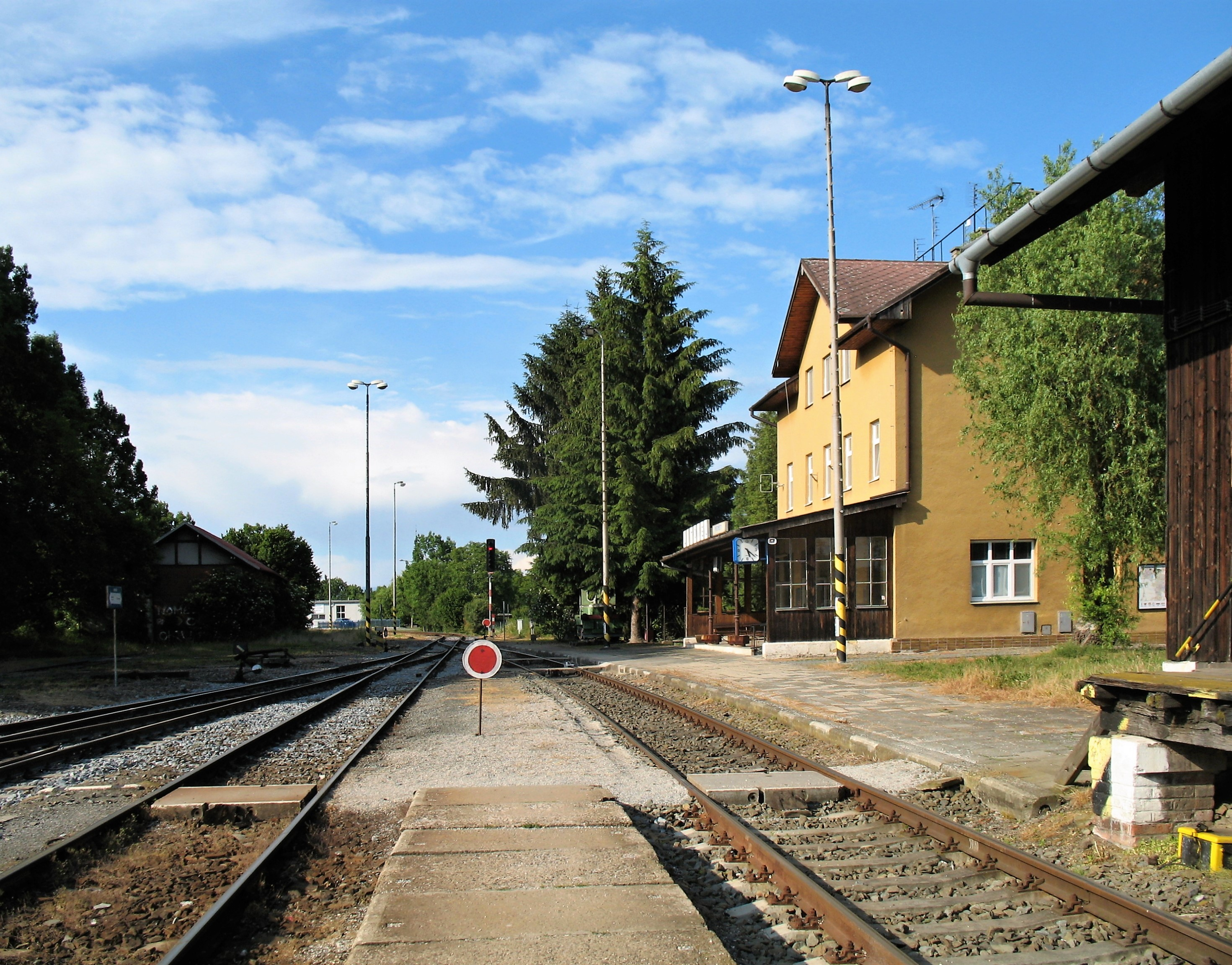
Litovel předměstí
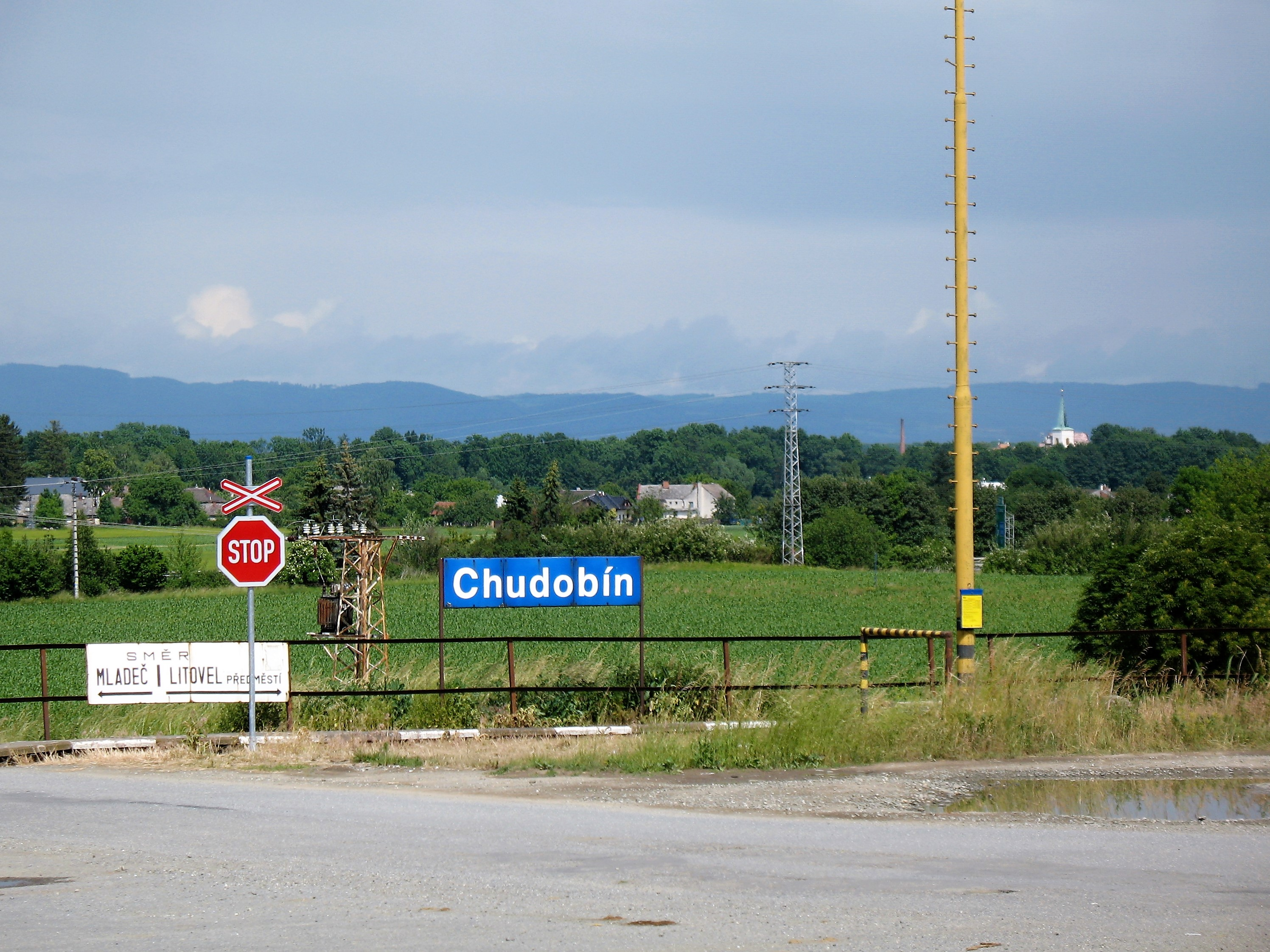
Chudobín
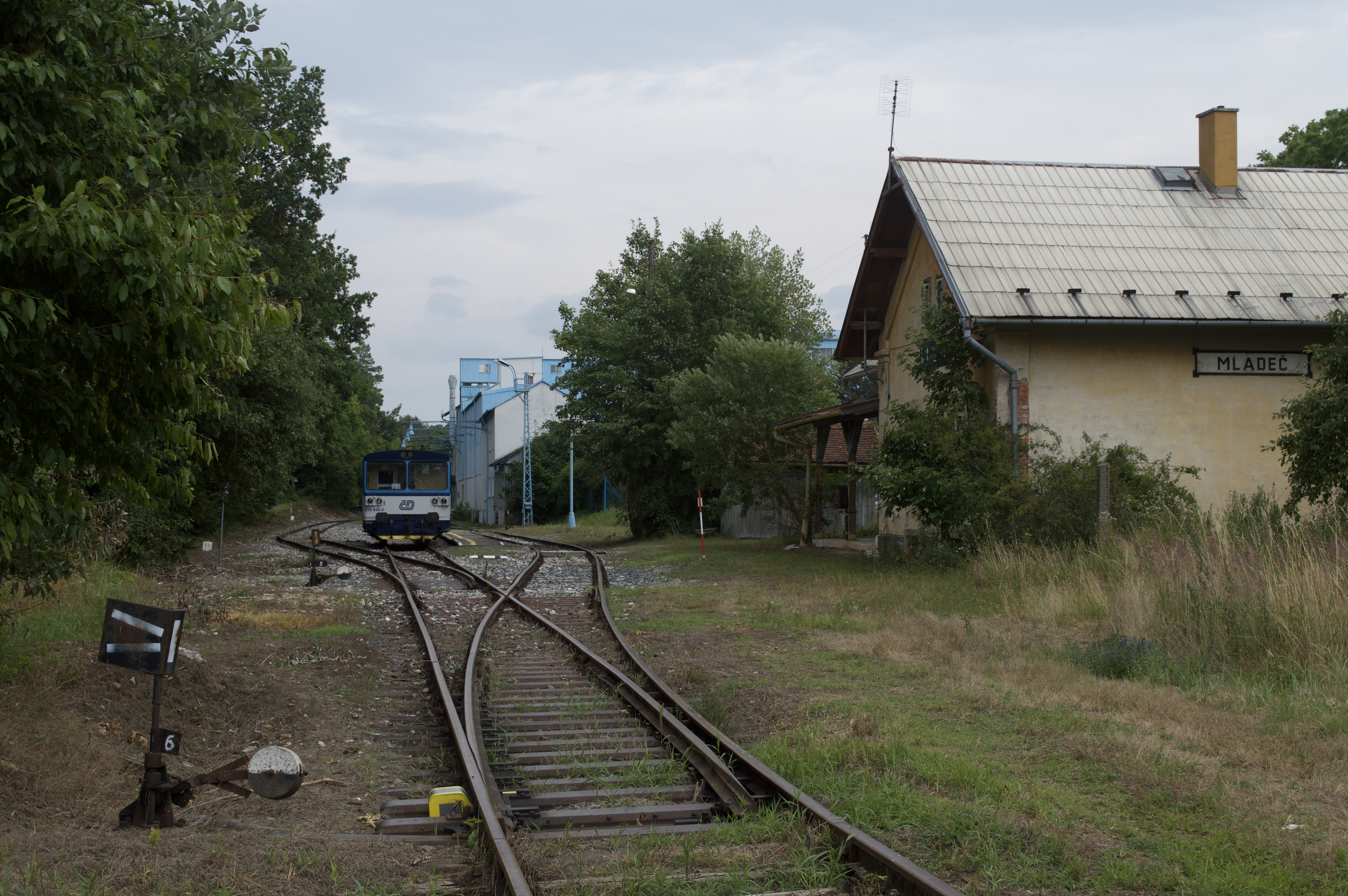
Mladeč